# Todd Hodgetts
Todd Hodgetts OAM (Launceston, 23 de março de 1988) é um atleta paralímpico australiano. Tem como apelido "O Hulk" e é especialista no arremesso de peso.

## Paralimpíadas

### Londres 2012, Reino Unido
Em Londres 2012 dos Jogos Paralímpicos, Hodgetts foi campeão e recebeu a medalha de ouro na prova do arremesso de peso na categoria F20.

### Rio 2016, Brasil
Hodgetts defendeu as cores da Austrália disputando os Jogos Paralímpicos do Rio de Janeiro, em 2016, onde conquistou a medalha de bronze na mesma prova, com arremesso de 15,82 metros.